# NGC 6443
NGC 6443 é uma galáxia espiral (Sab) localizada na direcção da constelação de Hercules. Possui uma declinação de +48° 06' 52" e uma ascensão recta de 17 horas, 44 minutos e 33,7 segundos.
A galáxia NGC 6443 foi descoberta em 22 de Outubro de 1886 por Lewis A. Swift.